# La Equidad

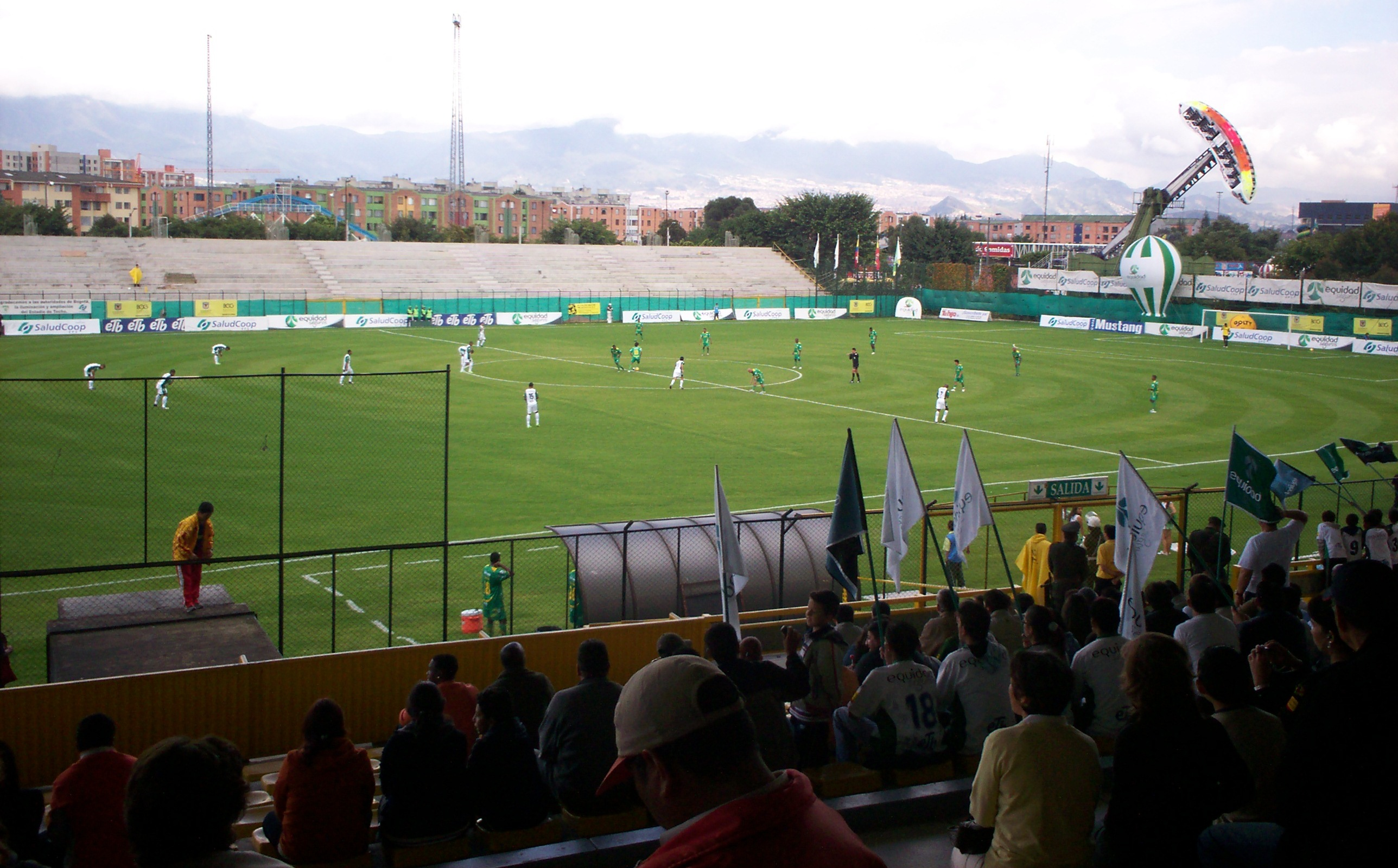
Wedstrijd van La Equidad in het Estadio Metropolitano de Techo

Club Deportivo La Equidad is een Colombiaanse voetbalclub uit Bogota. De club werd opgericht in december 1982 en speelde vanaf 1991 in de Serie C van het Colombiaanse voetbal. In 2003 wist de club te promoveren naar de Serie B en in 2006 werd opnieuw promotie behaald. Sindsdien komt de club uit in de Copa Mustang, de hoogste Colombiaanse voetbaldivisie.

## Stadion
La Equidad speelt, sinds de promotie naar de hoogste divisie, zijn thuiswedstrijden in het Estadio Metropolitano de Techo, in het zuidelijke deel van Bogota, net als onder meer Fortaleza FC. Het stadion is sinds 1991 in gebruik als voetbalstadion en biedt plaats aan 15.000 toeschouwers.

## Erelijst
- Copa Colombia (1)

2008

## Spelers
- Santiago Arias
- Luis Núñez
- Helibelton Palacios